# خنفسيات نارية
خنفسيات نارية أو كيوكوجويديا (الاسم العلمي: Cucujoidea)، فصيلة عليا من الحشرات غمديات الأجنحة. وهي تشمل العديد من خنافس الفطور، وكذلك الدعسوقيات. كما تضم أيضًا مجموعة متنوعة من سلالات «خنافس اللحاء» غير المرتبطة بخنافس اللحاء «الحقيقية» (خنافس اللحاء والأمبروزية)، والتي هي سوس (فصيلة العليا سوسينات).